# بیانکا بویتنداگ
بیانکا بویتنداگ (انگلیسی: Bianca Buitendag؛ زادهٔ ۹ نوامبر ۱۹۹۳) موج‌سوار زن اهل آفریقای جنوبی است.